# Спаниш Форк (Јута)
Спаниш Форк (енгл. Spanish Fork) град је у америчкој савезној држави Јута.

## Демографија
По попису из 2010. године број становника је 34.691, што је 14.445 (71,3%) становника више него 2000. године.
| Група             | 2000.          | 2010.          |
| Белци             | 18.925 (93,5%) | 29.716 (85,7%) |
| Афроамериканци    | 41 (0,2%)      | 141 (0,4%)     |
| Азијати           | 62 (0,3%)      | 204 (0,6%)     |
| Хиспаноамериканци | 861 (4,3%)     | 3.678 (10,6%)  |
| Укупно            | 20.246         | 34.691         |